# 南大瓦尔任
南大瓦尔任是巴西圣保罗州的一个市镇。总面积266.53平方公里，总人口39160人，人口密度146.9人/平方公里。